# Thyroptera lavali
Thyroptera lavali — є одним з видів кажанів родини Thyropteridae.

## Поширення
Країни поширення: Еквадор, Перу. Відомий з менше ніж десяти зразків. Знаходиться в вічнозелених лісах. Це повітряний комахоїдний кажан, якого захоплювали в лісах поблизу річок.

## Загрози та охорона
Втрата середовища проживання може бути місцевою загрозою. Знайдений в багатьох охоронних районах.